# Dubiaraneinae
Dubiaraneinae es una subfamilia de arañas araneomorfas de la familia Linyphiidae. 

## Géneros
- Cyphonetria
- Dubiaranea
- Exechopsis
- Exocora
- Juanfernandezia
- Malkinola
- Notholepthyphantes
- Notiohyphantes
- Patagoneta
- Racata
- Thainetes
- Totua
- Vesicapalpus